# Mark Rowland
Mark Rowland, född den 7 mars 1963 i Watersfield, Storbritannien, är en brittisk friidrottare inom hinderlöpning.
Han tog OS-brons på 3 000 meter hinder vid friidrottstävlingarna 1988 i Seoul. 